# Tramway de Smolensk
Le tramway de Smolensk est le réseau de tramway de la ville de Smolensk, en Russie. Le réseau est composé de quatre lignes. Le réseau a été mis en service le 20 octobre 1901, et a été interrompu à deux reprises : de 1919 à 1922 en raison de la guerre civile russe, et du 15 juillet 1941 au 6 novembre 1947 en raison de la Seconde Guerre mondiale.